# Сукоб у Рогову
Сукоб у Рогову догодио се 29. јануара 1999. године између ОВК и Полиције Србије.

## Сукоб
Претходног дана у 23.30 већа група терориста налетела је на полицијску патролу код села Бистражин при преласку реке Ереник. У размени ватре рањена су два полицајца (Драган Вукмановић и Горан Јовић), а тројица припадника ОВК убијена. Након тога, полиција је кренула у потрагу за терористичком групом.
У 6.30 часова десетак полицајаца кренуло је у Ругово, на путу Ђаковица—Призрен, да ухапси терористе који су претходног дана напали полицију. Када су се приближили кући Џевдета Берише, отворена је ватра приликом које је страдао Предраг Раковић (21). Након тога је уследио сукоб у коме је полиција ликвидирала целу терористичку групу.
Након сукоба српска власт је позвала посматраче верификационе мисије који су непосредно након сукоба имали прилику да виде шта се десило.
Убрзо након сукоба форензичка група састављена од српских и белоруских форензичара извршила је анализу над телима убијених терориста.

## Пропаганда
Британски и Амерички новинари идентификовали су жртве као „етнички Албанци“. Оно што је у извештајима недостајало јесте да се радило о члановима ОВК или онима који су подржавали ОВК.
Министар одбране Немачке Рудолф Шарпинг је три месеца након сукоба приказао слике на конференцији за штампу и оптужио српске власти да су извршиле масакр. На конференцији је приказао само слике убијених, а сакрио је слике где је било оружје, ознаке УЧК као и чланске карте припадника УЧК.
Тужилаштво Хашког трибунала је довело у везу убиства у Рогову са случајем Рачак, чиме је сугерисало да се ради о мустри српских власти, а онда су одбацили све даље изворе о Рогову, очигледно због недостатка поузданих доказа.
Случај Рогово је остао упамћен по конференцији за штампу Рудолфа Шарпинга 27. априла 1999. године, када је приказао слике убијених људи говорећи да се ради о масакру, а фотографије су урађене од стране српских власти са места сукоба у присуству представника ОЕБС и немачког полицајца Хенинга Хенша који је негирао да се радило о масакру.